# Raluca Olaru
Ioana Raluca Olaru (* 3. März 1989 in Bukarest) ist eine ehemalige rumänische Tennisspielerin.

## Karriere
Olaru wurde im Alter von sieben Jahren von ihren Eltern mit dem Tennisspielen vertraut gemacht. Für ihr Spiel bevorzugt sie den Sandplatz. 2003 trat sie erstmals bei ITF-Turnieren an, 2004 gewann sie ihren ersten Doppeltitel.
Sie stand 2005 bei den Juniorinnen im Finale der French Open, das sie gegen Ágnes Szávay verlor. An der Seite von Amina Rachim erreichte sie dort auch das Doppelfinale, in dem sie Szávay und Wiktoryja Asaranka unterlagen.
Ihren ersten Titel auf der WTA Tour gewann Olaru 2008 in Taschkent, als sie mit Olha Sawtschuk im Endspiel Nina Brattschikowa und Kathrin Wörle mit 5:7, 7:5, [10:7] besiegte.
2009 erreichte sie im Einzel das Finale von Bad Gastein, das sie gegen Andrea Petković mit 2:6, 3:6 verlor.
Am 26. Februar 2011 gewann sie ihren zweiten WTA-Doppeltitel, als sie im Finale von Acapulco zusammen mit Marija Korytzewa die spanische Paarung Lourdes Domínguez Lino/Arantxa Parra Santonja mit 3:6, 6:1, [10:4] bezwang.
Seit 2007 hat Olaru zudem 16 Partien für die rumänische Fed-Cup-Mannschaft bestritten, von denen sie sechs gewinnen konnte.
Nach ihrem Scheitern in der Qualifikation des WTA-Turniers in Acapulco im Februar 2015 tritt sie auf der Tour nur noch im Doppel an.
Im Juni 2024 erklärte sie ihren Rücktritt.

## Turniersiege

### Einzel
| Nr. | Datum             | Turnier       | Kategorie    | Belag             | Finalgegnerin          | Ergebnis       |
| --- | ----------------- | ------------- | ------------ | ----------------- | ---------------------- | -------------- |
| 1.  | 1. Mai 2005       | Herceg Novi   | ITF $10.000  | Sand              | Miljana Adanko         | 7:5, 7:62      |
| 2.  | 23. Juli 2005     | Bukarest      | ITF $10.000  | Sand              | Anna Bastrikova        | 6:3, 6:2       |
| 3.  | 6. August 2005    | Bukarest      | ITF $10.000  | Sand              | Mădălina Gojnea        | 7:63, 7:5      |
| 4.  | 6. Mai 2006       | Bukarest      | ITF $10.000  | Sand              | Sorana Cîrstea         | 1:6, 6:4, 6:1  |
| 5.  | 13. Mai 2006      | Rabat         | ITF $10.000  | Sand              | Samia Medjahdi         | 6:2, 2:6, 7:5  |
| 6.  | 11. November 2006 | Toronto       | ITF $25.000  | Hartplatz (Halle) | Carly Gullickson       | 6:3, 6:1       |
| 7.  | 28. April 2007    | Torrent       | ITF $50.000  | Sand              | Andrea Petkovic        | 6:4, 5:7, 6:4  |
| 8.  | 20. Juli 2008     | Contrexéville | ITF $50.000  | Sand              | Stéphanie Foretz Gacon | 6:4, 6:2       |
| 9.  | 14. Juni 2009     | Marseille     | ITF $100.000 | Sand              | Maša Zec Peškirič      | 6:74, 7:5, 6:4 |
| 10. | 31. Juli 2011     | Bad Saulgau   | ITF $25.000  | Sand              | Tatjana Maria          | 6:3, 3:6, 7:5  |
| 11. | 3. März 2013      | Antalya       | ITF $10.000  | Sand              | Jovana Jakšić          | 6:3, 7:5       |

### Doppel
| Nr. | Datum              | Turnier          | Kategorie         | Belag             | Partnerin                            | Finalgegnerinnen                                  | Ergebnis          |
| --- | ------------------ | ---------------- | ----------------- | ----------------- | ------------------------------------ | ------------------------------------------------- | ----------------- |
| 1.  | 2. Oktober 2004    | Cluj Napoca      | ITF $10.000       | Sand              | Corina Corduneanu                    | Veronika Raimrová Anamaria Sere                   | 4:6, 6:0, 6:4     |
| 2.  | 30. April 2005     | Herceg Novi      | ITF $10.000       | Sand              | Antonia Xenia Tout                   | Aleksandra Lukič Patricia Vollmeier               | 6:4, 4:1 Aufgabe  |
| 3.  | 30. Juli 2005      | Arad             | ITF $10.000       | Sand              | Corina Corduneanu                    | Anna Bastrikova Wassilissa Dawydowa               | 6:1, 6:4          |
| 4.  | 6. August 2005     | Bukarest         | ITF $10.000       | Sand              | Corina Corduneanu                    | Bianca Ioana Bonifate Sorana Cîrstea              | 6:1, 6:1          |
| 5.  | 8. April 2006      | Makarska         | ITF $10.000       | Sand              | Antonia Xenia Tout                   | Johanna Larsson Nadja Roma                        | 6:4, 7:5          |
| 6.  | 8. Juli 2006       | Mont-de-Marsan   | ITF $25.000       | Sand              | Margalita Tschachnaschwili-Ranzinger | Oqgul Omonmurodova Nina Brattschikowa             | 7:5, 1:6, 6:1     |
| 7.  | 5. Oktober 2008    | Taschkent        | WTA Tier IV       | Hartplatz         | Olha Sawtschuk                       | Nina Brattschikowa Kathrin Wörle                  | 5:7, 7:5, [10:7]  |
| 8.  | 11. September 2010 | Biella           | ITF $100.000      | Sand              | Marija Korytzewa                     | Andreja Klepač Aurélie Védy                       | 7:5, 6:4          |
| 9.  | 26. Februar 2011   | Acapulco         | WTA International | Sand              | Marija Korytzewa                     | Lourdes Domínguez Lino Arantxa Parra Santonja     | 3:6, 6:1, [10:4]  |
| 10. | 14. Januar 2012    | Innisbrook       | ITF $25.000       | Sand              | Darja Kustawa                        | Gioia Barbieri Nadeschda Guskowa                  | 6:3, 6:1          |
| 11. | 22. April 2012     | Civitavecchia    | ITF $25.000       | Sand              | Elena Bogdan                         | Claudia Giovine Marina Shamayko                   | 6:3, 7:5          |
| 12. | 29. April 2012     | Tunis            | ITF $25.000       | Sand              | Elena Bogdan                         | Inés Ferrer Suárez Richèl Hogenkamp               | 6:4, 6:3          |
| 13. | 30. August 2012    | Mamaia           | ITF $25.000       | Sand              | Elena Bogdan                         | Danka Kovinić Tadeja Majerič                      | 7:64, 6:3         |
| 14. | 27. Oktober 2012   | Brasília         | ITF $25.000       | Sand              | Elena Bogdan                         | Timea Bacsinszky Julia Cohen                      | 6:3, 3:6, [10:8]  |
| 15. | 3. November 2012   | Buenos Aires     | ITF $25.000       | Sand              | Elena Bogdan                         | María Fernanda Álvarez Terán Maria Fernanda Alves | 1:6, 6:2, [10:7]  |
| 16. | 26. Januar 2013    | Eilat            | ITF $10.000       | Hartplatz         | Alla Kudrjawzewa                     | Ilona Kremen Pemra Özgen                          | 6:3, 6:3          |
| 17. | 15. Juni 2013      | Nürnberg         | WTA International | Sand              | Walerija Solowjowa                   | Anna-Lena Grönefeld Květa Peschke                 | 2:6, 7:63, [11:9] |
| 18. | 12. Oktober 2014   | Linz             | WTA International | Hartplatz (Halle) | Anna Tatischwili                     | Annika Beck Caroline Garcia                       | 6:2, 6:1          |
| 19. | 20. Juni 2015      | Ilkley           | ITF $50.000       | Rasen             | Xu Yifan                             | An-Sophie Mestach Demi Schuurs                    | 6:3, 6:4          |
| 20. | 1. Oktober 2015    | Taschkent        | WTA International | Hartplatz         | İpek Soylu                           | Demi Schuurs Renata Voráčová                      | 7:5, 6:3          |
| 21. | 14. Januar 2017    | Hobart           | WTA International | Hartplatz         | Olha Sawtschuk                       | Gabriela Dabrowski Yang Zhaoxuan                  | 0:6, 6:4, [10:5]  |
| 22. | 23. Juli 2017      | Bukarest         | WTA International | Sand              | Irina-Camelia Begu                   | Elise Mertens Demi Schuurs                        | 6:3, 6:3          |
| 23. | 4. Mai 2018        | Rabat            | WTA International | Sand              | Anna Blinkowa                        | Georgina García Pérez Fanny Stollár               | 6:4, 6:4          |
| 24. | 26. Mai 2018       | Straßburg        | WTA International | Sand              | Mihaela Buzărnescu                   | Nadija Kitschenok Anastasia Rodionova             | 7:5, 7:5          |
| 25. | 21. März 2021      | Sankt Petersburg | WTA 500           | Hartplatz (Halle) | Nadija Kitschenok                    | Kaitlyn Christian Sabrina Santamaria              | 2:6, 6:3, [10:8]  |
| 26. | 28. August 2021    | Chicago          | WTA 250           | Hartplatz         | Nadija Kitschenok                    | Ljudmyla Kitschenok Makoto Ninomiya               | 7:66, 5:7, [10:8] |

## Abschneiden bei Grand-Slam-Turnieren

### Einzel
| Turnier         | 2007 | 2008 | 2009 | 2010 | 2011 | 2012 | 2013 | Karriere |
| --------------- | ---- | ---- | ---- | ---- | ---- | ---- | ---- | -------- |
| Australian Open | —    | 1    | Q2   | 1    | Q2   | —    | Q1   | 1        |
| French Open     | 3    | 1    | 1    | 1    | Q1   | —    | Q1   | 3        |
| Wimbledon       | —    | 1    | 2    | 2    | Q1   | —    | Q1   | 2        |
| US Open         | 2    | 2    | 1    | Q1   | —    | Q1   | —    | 2        |

Zeichenerklärung: S = Turniersieg; F, HF, VF, AF = Einzug ins Finale / Halbfinale / Viertelfinale / Achtelfinale; 1, 2, 3 = Ausscheiden in der 1. / 2. / 3. Hauptrunde; Q1, Q2, Q3 = Ausscheiden in der 1. / 2. / 3. Qualifikationsrunde; nicht ausgetragen

### Doppel
| Turnier         | 2008 | 2009 | 2010 | 2011 | 2012 | 2013 | 2014 | 2015 | 2016 | 2017 | 2018 | 2019 | 2020 | 2021 | 2022 | Karriere |
| --------------- | ---- | ---- | ---- | ---- | ---- | ---- | ---- | ---- | ---- | ---- | ---- | ---- | ---- | ---- | ---- | -------- |
| Australian Open | 1    | —    | 2    | 1    | —    | —    | 2    | 1    | 2    | 2    | 2    | 1    | 1    | 2    | 2    | 2        |
| French Open     | 1    | —    | 1    | —    | —    | —    | 1    | 1    | 1    | VF   | 1    | 1    | 1    | 2    | 1    | VF       |
| Wimbledon       | —    | —    | —    | —    | —    | 2    | 1    | 1    | 1    | 1    | 1    | 1    |      | AF   | AF   | AF       |
| US Open         | —    | 1    | —    | —    | —    | —    | 1    | AF   | 1    | 1    | 2    | 2    | 1    | AF   | 1    | AF       |

### Mixed
| Turnier         | 2015 | 2016 | 2017 | 2018 | 2019 | Karriere |
| --------------- | ---- | ---- | ---- | ---- | ---- | -------- |
| Australian Open | —    | —    | —    | —    | —    | —        |
| French Open     | —    | —    | —    | —    | AF   | AF       |
| Wimbledon       | AF   | 1    | 2    | 2    | VF   | VF       |
| US Open         | —    | —    | AF   | VF   | AF   | VF       |